# 아흐메드 헤가지
아흐메드 엘사예드 헤가지(아랍어: أحمد السيد حجازى, Ahmed El-Sayed Hegazy, 1991년 1월 25일, 이스마일리아 ~ )는 알이티하드 클럽에서 중앙 수비수로 뛰는 이집트의 축구 선수이다.

## 선수 경력

### 이스마일리
그는 2009년 12월 24일 이집트 축구 클럽 이스마일리에서 풀백으로 데뷔전을 치렀다.

### 피오렌티나
2011년 12월 12일, 이스마일리는 150만 유로에 그가 이탈리아 축구 클럽 피오렌티나와 계약을 하였다고 알렸다. 그는 등번호 3번을 지정 받았고, 그 주에 비아레조와의 친선전에서 30분을 뛰며 비공식 데뷔전을 치렀고 2012년 11월 18일 아탈란타를 상대로 15분을 누비며 정식 데뷔전을 치렀다. 2012년 11월 28일 코파 이탈리아에서 유베 스타비아를 상대로 피오렌티나에서의 첫 골을 넣었다. 2012년 12월 12일 피오렌티나는 헤가지가 훈련 중에 다리에 극심한 고통을 호소하여 수술을 해야함을 알렸다. 피오렌티나는 그가 전방십자인대 복원 수술을 받았다고 밝혔다. 선수가 스포츠 활동을 할 수 있는 예상한 회복 기간은 5-6달이다.

## 국가대표팀

### 국제경기 골
| No | 날짜           | 경기장                          | 상대     | 득점 | 결과 | 대회     |
| -- | -------------- | ------------------------------- | -------- | ---- | ---- | -------- |
| 1. | 2013년 6월 4일 | 이집트 카이로 카이로 국제경기장 | 보츠와나 | 1–1  | 1–1  | 친선경기 |

## 플레이 스타일
아흐메드 헤가지는 '피라미드의 네스타'로 널리 알려져있다. 그가 이러한 별명을 얻게 된 것은 알레산드로 네스타와 플레이 스타일이 비슷하기 때문이다.

## 수상

### 클럽
알아흘리
- 이집트 프리미어리그: 2015–16, 2016–17
- 이집트 슈퍼컵: 2015

### 국가대표팀
이집트
- 아프리카 청소년 축구 선수권 대회 동메달: 2011[1][2]
- 아프리카 네이션스컵: 준우승 2017[3]

### 개인 수상
- 아프리카 네이션스컵 올해의 팀: 2017[4]